# 愛媛県道27号八幡浜港線
愛媛県道27号八幡浜港線（えひめけんどう27ごう やわたはまこうせん）は、愛媛県八幡浜市を通る県道（主要地方道）である。

## 概要

### 路線データ
- 起点：八幡浜市沖新田
- 終点：八幡浜市江戸岡（江戸岡交差点＝国道197号・国道378号交点、国道380号起点）

## 歴史
- 1993年（平成5年）5月11日 - 建設省から、県道八幡浜港線が八幡浜港線として主要地方道に指定される[1]。

## 路線状況

### 道の駅
- 道の駅八幡浜みなっと

## 地理

### 交差する道路
- 愛媛県道250号舌間八幡浜線（八幡浜市昭和通）
- 国道197号・国道378号（終点）
- 国道380号（起点）

### 周辺の施設
- 八幡浜港（別府、臼杵方面のフェリー）
- 八幡浜郵便局
- 三瀬病院
- 聖母幼稚園
- フジ八幡浜店